# 杜拜航空

杜拜航空，在業務中使用Flydubai的名字（阿拉伯語：فلاي دبي，以flydubai的名稱來經營），是一間總部位於阿聯酋迪拜國際機場第二航廈的低成本航空公司。

## 歷史
在2008年，杜拜政府建立了這間航空公司。在2008年7月14日，航空公司與美國飛機製造商波音在范堡羅航展訂購了50架波音737-800，總值37.4億美元，並且有轉換有長航距的波音737-900ER的選擇權，根據航空公司的要求，第一架飛機在2009年5月17日交付。並在同年6月1日開始服務，前往貝魯特、黎巴嫩、阿曼。此後，航空公司的航線就不斷擴大。

## 目的地與代碼共享

### 代碼共享
杜拜航空與以下航空公司簽訂代碼共享協議：
- 摩爾多瓦航空
- 阿聯酋航空
- 麗晶航空

## 機隊
截至2022年2月，杜拜航空共有61架波音737型飛機，一些飛機已被租賃。而首架波音
737MAX 8 型客機已於2017年下半年交付。
在2010年11月，杜拜航空與Avolon有一個反租生意，共租賃4架波音737-800。

## 意外及事故
- 2016年3月19日，FZ981班機執飛阿拉伯聯合大公國之杜拜國際機場往俄羅斯的頓河畔羅斯托夫機場（英语：Rostov-on-Don_Airport）的波音737-800定期航班在第二次降落時墜毀，機上55名乘客及7名機組員全數罹難[5]。

## 外部連結
- 官方網站 （页面存档备份，存于） （阿拉伯文）（英文）（俄文）